# Junsele kommunala realskola
Junsele kommunala realskola var en realskola i Junsele verksam från 1952 till 1967.

## Historia
Skolan fanns som högre folkskola vilken 1 juli 1952 ombildades till Junsele kommunala realskola.
Realexamen gavs från 1953 till 1967.
Skolbyggnaden används numera av Junsele skola. 